# Wasserbehälter (Partenheim)

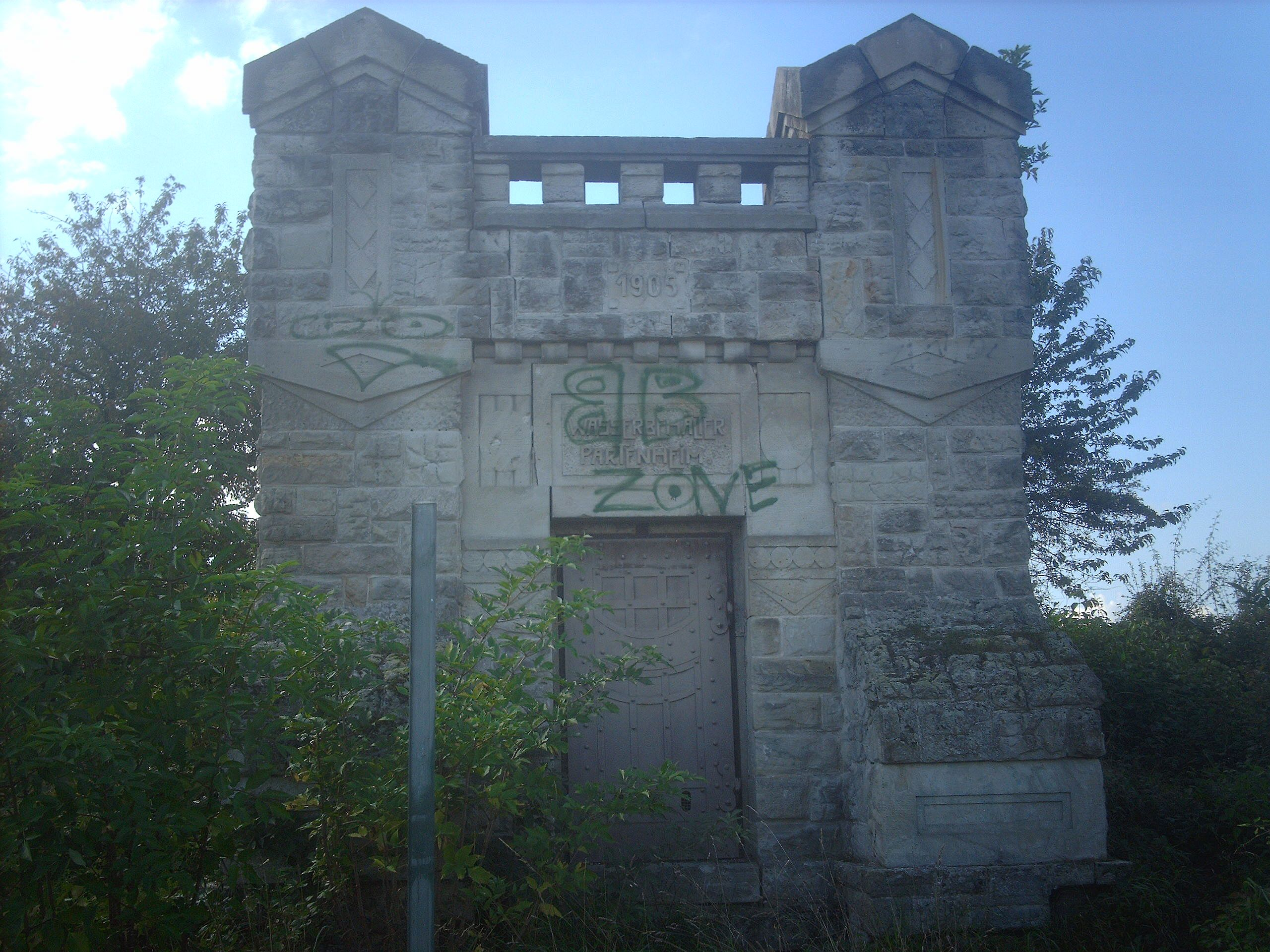
Wasserbehälter in Partenheim (2014)

Der Wasserbehälter in Partenheim, einer Ortsgemeinde im Landkreis Alzey-Worms in Rheinland-Pfalz, wurde 1905 errichtet. Der Wasserbehälter westlich des Ortes in der Flur Im Spießacker ist ein geschütztes Kulturdenkmal.
Der turmartige Typenbau in Formen des Jugendstils aus Bossenquadern ist mit der Jahreszahl 1905 bezeichnet.